# Asterisco de gênero
O asterisco de gênero (português brasileiro) ou género (português europeu) (em alemão: Genderstern) é uma estilização tipográfica não-padronizada de linguagem neutra utilizada na língua alemã.

## Origem

Símbolo de gênero não-binário, proposto como alternativa aos símbolos masculino (♂) e feminino (♀), com um asterisco no lugar das seta e cruz.

Assim como na língua portuguesa, grande parte dos vocábulos em alemão tem flexões femininas ou masculinas. A utilização do asterisco funciona como uma forma de neutralização de gênero nessa língua, sendo uma alternativa à adoção do neutro masculino. Por exemplo, ao se referir ao coletivo de professor (Lehrer) e professora (Lehrerin) em alemão, é possível se grafar um asterisco e formar a neologia Lehrer*innen, equivalente a “professores(as)” ou “professorx” em português.
O emprego do asterisco de gênero tenta ultrapassar o viés cognitivo masculino resultante do uso do neutro masculino. Ao se utilizar, por exemplo, “homens” ao invés de “humanidade”, pessoas que não se identificam com o gênero masculino não se sentem representadas. Estudos na área apontam que alternativas inclusivas de gênero reduzem o viés cognitivo masculino, aumentando, assim, a importância de exemplos não masculinos, isto é, femininos e não-binários.

## Controvérsias
No jornalismo alemão, o uso do asterisco de gênero é controverso. Enquanto algumas redações adotam a prática para promover uma linguagem mais inclusiva, outras resistem. A resistência argumenta que a mudança compromete a clareza e a padronização da língua. A principal crítica vem de grupos conservadores e linguistas tradicionais, que defendem que o idioma deve preservar suas regras gramaticais convencionais. Por outro lado, defensores da linguagem neutra apontam que a mudança é essencial para garantir a visibilidade e a inclusão de pessoas não binárias e mulheres.
Na língua portuguesa, algumas iniciativas de neutralização de gênero também utilizam o asterisco como símbolo, por exemplo, termos guarda-chuva como gênero não-binário. Palavras usando desinência em asterisco podem ser percebidas como agramaticais.
O uso do asterisco para modificar palavras na língua italiana, com o intuito de torná-las não sexistas, foi vedado pelo Ministério de Educação da Itália.